# Indigofera potaninii
Indigofera potaninii är en ärtväxtart som beskrevs av William Grant Craib. Indigofera potaninii ingår i släktet indigosläktet, och familjen ärtväxter. Inga underarter finns listade i Catalogue of Life.

## Bildgalleri

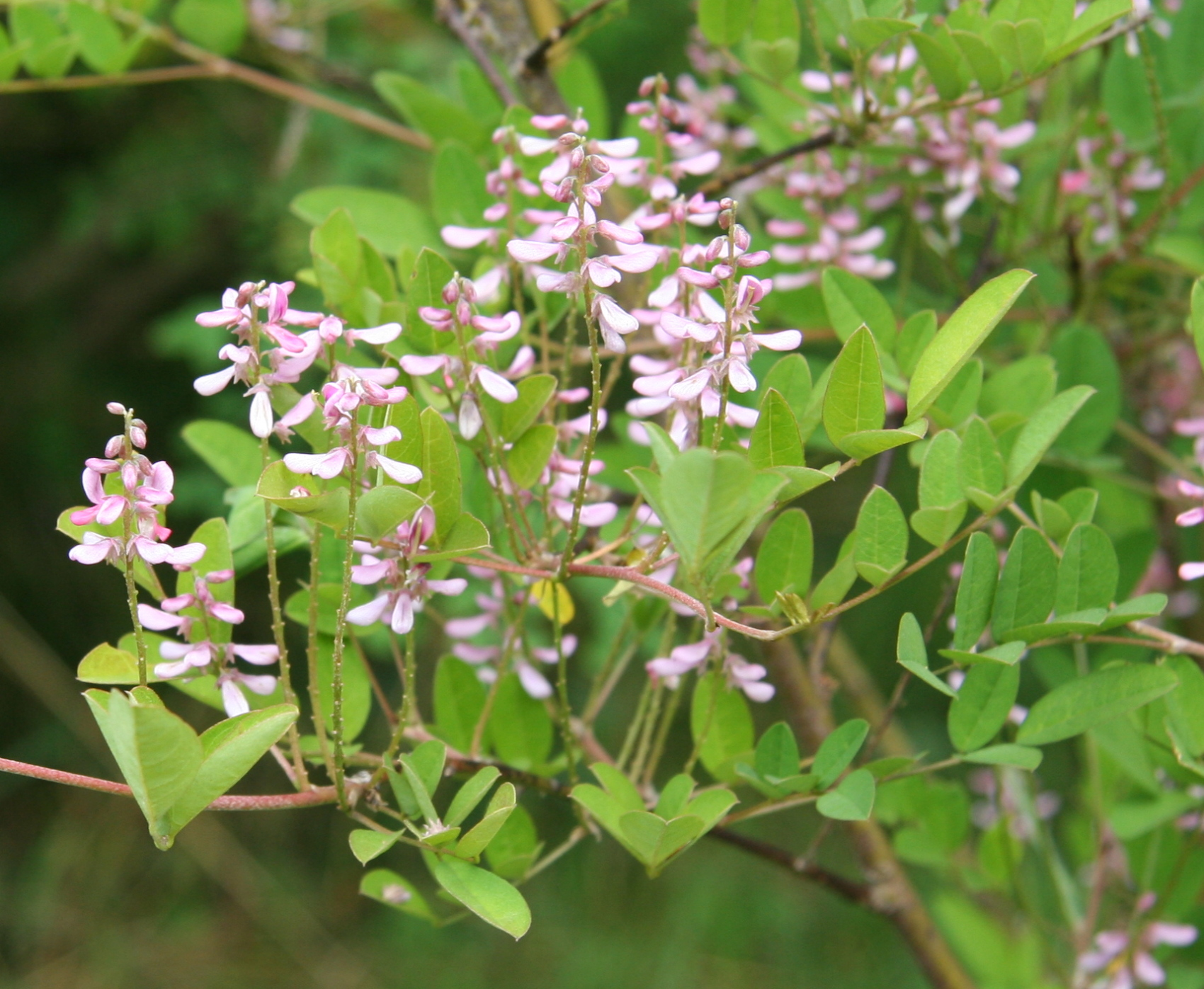
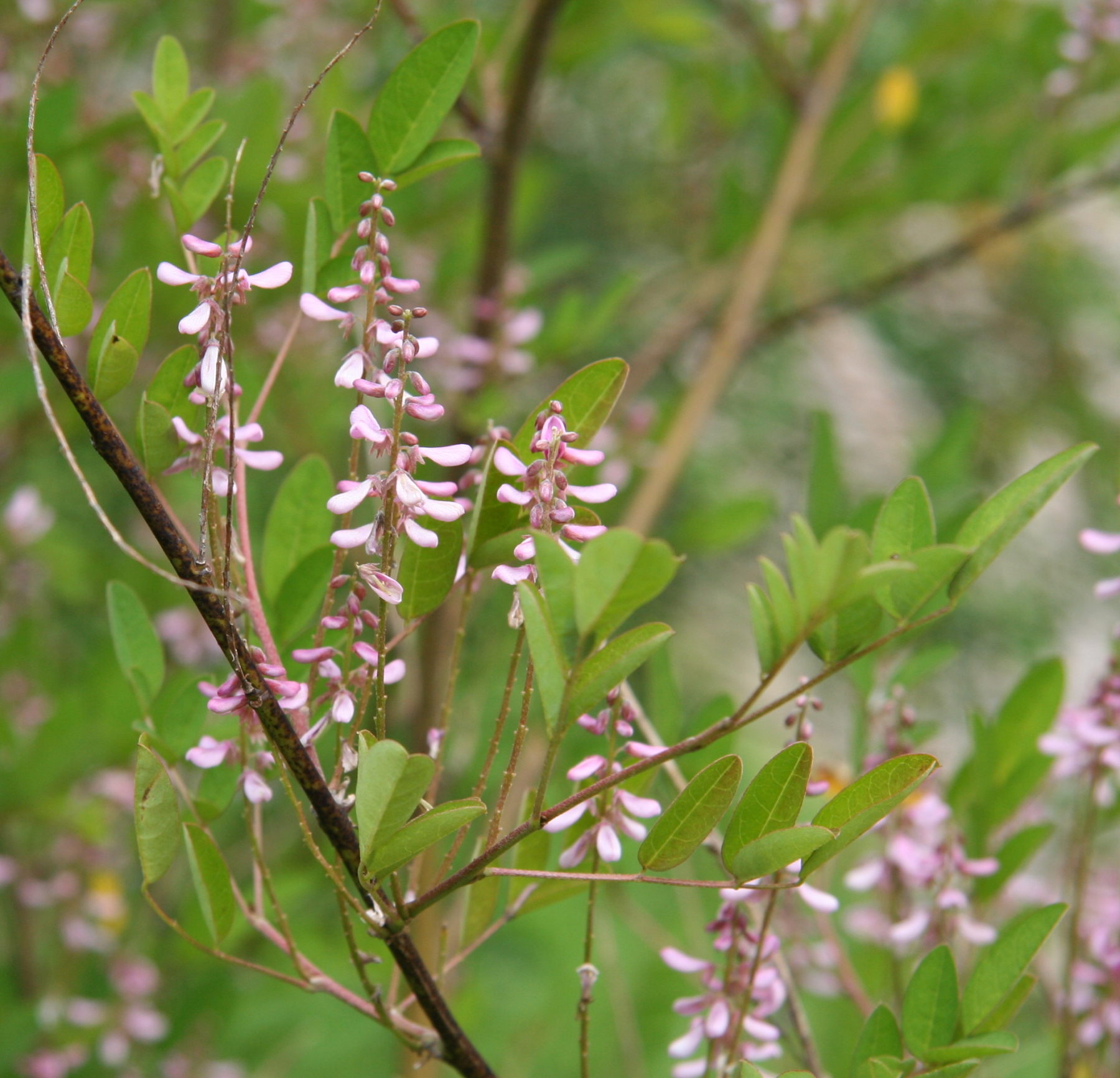
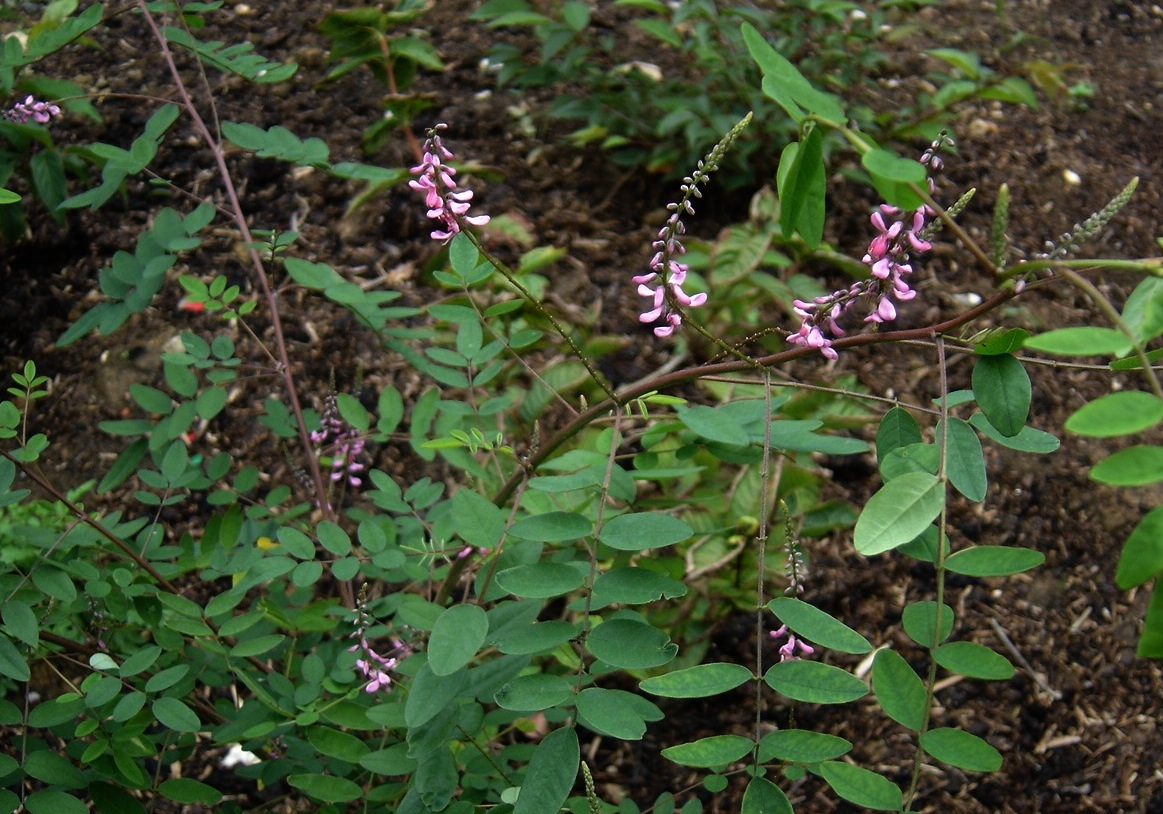
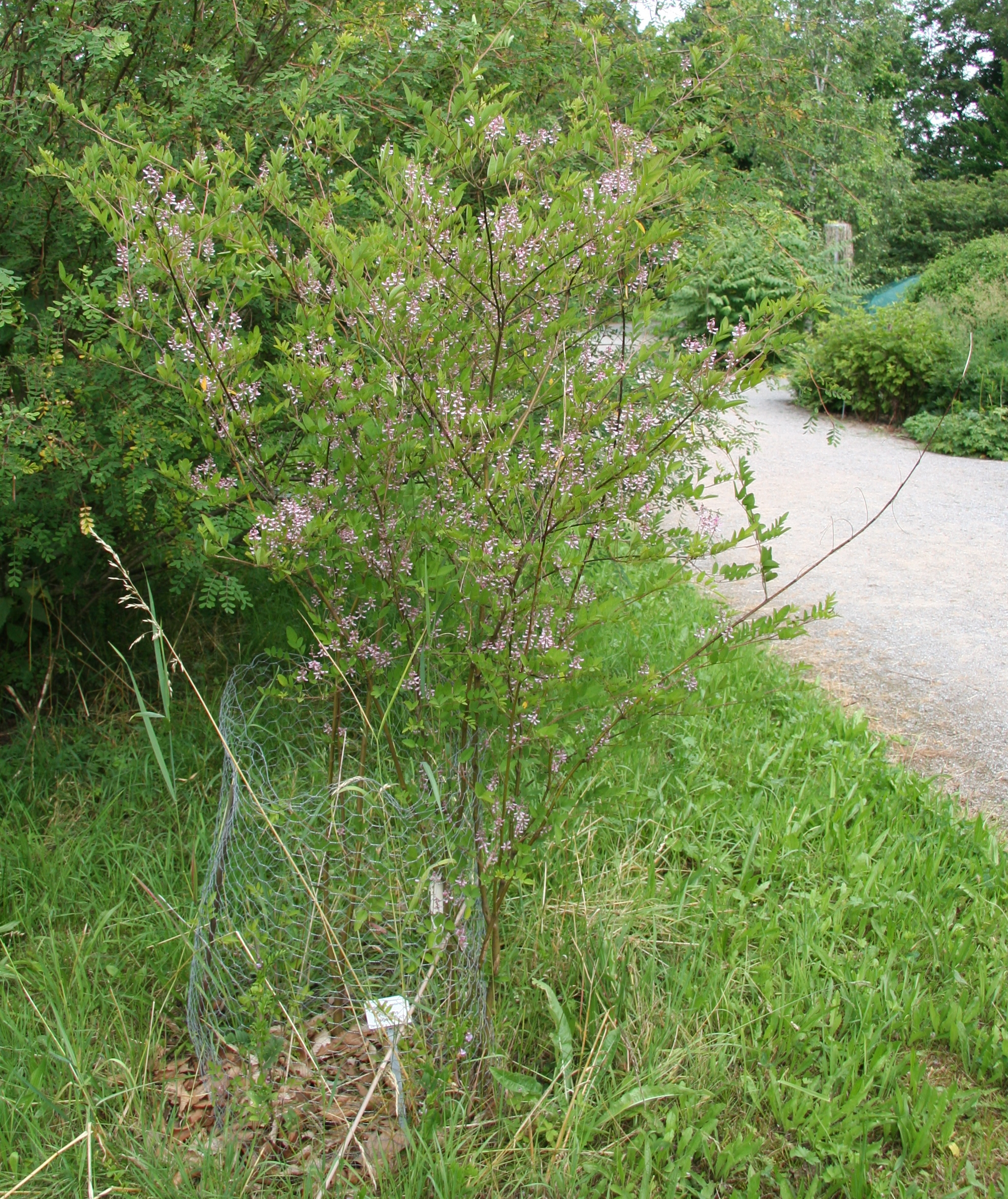